# Azurduy (municipio)
Azurduy es un municipio y una localidad de Bolivia, capital de la provincia de Azurduy en el departamento de Chuquisaca.

## Toponimia
Anteriormente, el pueblo donde se ubica Azurduy era llamado Pomabamba. Luego, en honor a la heroína independentista Juana Azurduy, el pueblo pasó a llamarse Azurduy.

## Geografía
El municipio limita con los valles de San Lucas al oeste, el Chaco húmedo de Huacareta por el este, al norte se extienden los valles de Tarvita y El Villar y al sur con el río Pilcomayo. Al norte limita con el municipio de Tarvita, al este con el municipio de Monteagudo en la provincia de Hernando Siles, al sur con el municipio de Incahuasi y al oeste con el municipio de San Lucas, ambos en la provincia de Nor Cinti.
El clima de la región se destaca por el gran rango de temperaturas, entre el día y la noche. La temperatura media anual es de 22 °C, los valores mensuales varían entre los 15 °C en junio / julio y 21 °C en diciembre / enero. La precipitación anual apenas alcanza 550 mm, con una estación seca, los valores mensuales inferiores a 10 mm, durante mayo a agosto, y las mayores precipitaciones de 100 a 110 mm mensuales durante los meses de diciembre a febrero. El clima de Azurduy es  templado con invierno seco (Cwb), de acuerdo con la clasificación climática de Köppen.

## Ubicación
El municipio es uno de los dos municipios de la provincia de Azurduy y se encuentra en la parte sur de la provincia. Limita al noroeste con el municipio de Tarvita, al oeste y al sur con la provincia de Nor Cinti y por el este y norte con la provincia de Hernando Siles.
El municipio cuenta con 132 localidades, y el pueblo más importante del municipio es Azurduy con 1.229 habitantes (Censo INE 2012) en la parte norte de la provincia.

## Demografía
De acuerdo con el censo boliviano de 2024, la población del municipio de Azurduy es de 7 861 habitantes.
La población del municipio disminuyó aproximadamente un tercio entre 1992 y 2024:
| Año  | Habitantes (municipio) | Habitantes (localidad) | Fuente |
| ---- | ---------------------- | ---------------------- | ------ |
| 1992 | 10.818                 | 836                    | Censo  |
| 2001 | 11.349                 | 1.098                  | Censo  |
| 2012 | 10.594                 | 1.229                  | Censo  |
| 2024 | 7.861                  |                        | Censo  |

La tasa de alfabetización en más de 6 años es de 61,4 por ciento  (2001), la esperanza de vida del recién nacido está en 57,0 años, la tasa de mortalidad infantil es de 9,3 por ciento (2001).
El 60,9 por ciento de la población habla español, el 55,8 por ciento habla quechua, y el 0,1 por ciento aymará. (2001)
El 90,3 por ciento de la población no tiene acceso a la electricidad, el 89,7 por ciento vive sin instalaciones sanitarias (2001).

## Etnias
Los pobladores son predominante indígenas de ascendencia quechua. 
| Grupo étnico                | %    |
| --------------------------- | ---- |
| Quechua                     | 62.4 |
| Aymará                      | 0.1  |
| Guaraníes, Chiquitos, Moxos | 0.1  |
| No indígenas                | 37.3 |
| Otros grupos indígenas      | 0.1  |

Ref.: obd.descentralización.gov.bo

## División política
El municipio estaba dividido en tres cantones, antes del cambio de Constitución en 2009:
- Cantón Azurduy - 65 localidades - 4457 habitantes (2012)
- Cantón Antonio López - 52 localidades - 5.001 habitantes
- Cantón Las Casas - 15 localidades - 1.136 habitantes

## Transporte
Azurduy se encuentra a 317 kilómetros por carretera al sureste de Sucre, la capital de Bolivia.
La carretera nacional Ruta 6, de 976 kilómetros de largo, atraviesa Sucre y conecta la capital con las tierras bajas bolivianas y la ciudad de Santa Cruz de la Sierra. El camino hacia el este desde Sucre solo está pavimentado durante los primeros 67 kilómetros hasta Tarabuco, y los siguientes 120 kilómetros hasta Padilla tienen una superficie de grava sin pavimentar. Quince kilómetros antes de Padilla, un camino de tierra se bifurca hacia el sur y, después de 150 kilómetros, conduce a Azurduy por Villa Alcalá y Tarvita.

## Atracciones
En el territorio municipal ha sido descubierto una serie de reliquias arqueológicas y paleontológicas que van desde restos humanos hasta fósiles de invertebrados marinos. En algunas cavernas de Azurduy se distinguen pinturas y tallados rupestres de representaciones antropomorfas, zoomorfas y fitomorfas, encontradas en 2009.